# Boogie Boogie Man
Boogie Boogie Man è un album di Pino Daniele, pubblicato il 23 novembre 2010 dall'etichetta discografica RCA.

## Descrizione
Inizialmente era prevista la pubblicazione di un nuovo disco di inediti avente per titolo Acoustic Jam, séguito ideale del precedente Electric Jam, ma il progetto è stato alla fine accantonato.
L'album contiene dodici canzoni fra brani inediti e nuove registrazioni di canzoni antecedenti. Sono presenti quattro duetti: con Mina, Franco Battiato, Mario Biondi e J-Ax.
Ha debuttato alla posizione numero 6 della classifica italiana degli album.
Il disco è stato promosso dal brano che ne ha dato il titolo, Boogie Boogie Man, mentre come secondo singolo è stato pubblicato il brano It's a Beautiful Day.

## Tracce
CD (RCA 88697811352 (Sony) / EAN 0886978113528)
1. Boogie Boogie Man - 3:29
2. It's a Beautiful Day - 3:31
3. Back Home - 3:37
4. Siente fa' accussi (feat. J-Ax) - 4:38
5. Je so' pazzo (feat. Mario Biondi) - 3:41
6. Napule è (feat. Mina) - 3:16
7. Chi tene 'o mare (feat. Franco Battiato) - 3:11
8. Io per lei - 5:28
9. A me me piace 'o blues - 4:30
10. Ue Man! - 4:59
11. Che Dio ti benedica - 5:18
12. Nun me scuccia - 4:37

## Formazione
- Pino Daniele - voce, chitarra acustica e chitarra elettrica
- Gianluca Podio - pianoforte, tastiera
- Fabio Massimo Colasanti - chitarra
- Rachel Z - pianoforte
- Matthew Garrison - basso
- Omar Hakim - batteria
- Mel Collins - sax

## Classifiche

### Classifiche settimanali
| Classifica (2010) | Posizione massima |
| ----------------- | ----------------- |
| Italia            | 6                 |